# جاکوتومی
جاکوتومی (به لاتین: Djakotomey) یک منطقهٔ مسکونی در بنین است که در استان کوفو واقع شده‌است. جاکوتومی ۳۲۵ کیلومتر مربع مساحت و ۱۳۴٬۷۰۴ نفر جمعیت دارد.